# Pehria compacta
Pehria es un género monotípico de plantas con flores perteneciente a la familia Lythraceae. Su única especie: Pehria compacta (Rusby) Sprague, es originaria de América. Fue descrita por Thomas Archibald Sprague y publicado en Journal of Botany, British and Foreign  61: 238 en el año 1923.
La presencia del género en Centroamérica era desconocida; las colecciones de Nicaragua frecuentemente han sido determinadas como Adenaria floribunda, un género relacionado con el que nos ocupa, y que también tiene conspicuos puntos glandulares negros en las hojas y en las inflorescencias.

## Descripción
Son arbustos o árboles pequeños, que alcanzan los 1.5–6 m de alto, las hojas, flores y tallos jóvenes matizados de rojo-vino, puberulentos, con conspicuos puntos glandulares, globosos, anaranjados o negros. Con pecíolos de 3–10 mm de largo, las láminas angostamente elípticas, oblongas o lanceoladas, de 5–14 cm de largo y 1–5 cm de ancho, el ápice acuminado, base angostamente atenuada. Las inflorescencias se presentan en racimos axilares, cimosos, compuestos, laxos, colocados en los extremos de las ramas; con cuatro pétalos  rojos, punteado-glandulares. El fruto en cápsulas alargadas, secas, dehiscentes, envueltas en el tubo floral persistente, con semillas de 1 mm de largo.

## Distribución y hábitat
Es una especie común, se encuentra en pastizales y en las orillas de caminos y ríos, en alturas de 100–1500 metros en Honduras, Nicaragua, Venezuela y Colombia.  Género monotípico. "Alalape".

## Sinonimia
- Grislea compacta Rusby
- Grislea secunda L.[1]